# Jakymivský rajón
Jakymivský rajón (ukrajinsky Якимівський район) byl rajón v Záporožské oblasti na Ukrajině. Hlavním městem bylo Jakymivka a rajón měl přibližně 33 tisíc obyvatel. 

## Sídla v rajónu
- Jakymivka
- Kyrylivka